# جان لوكلير
جان لوكلير هو سياسي كندي، ولد في 28 مايو 1958 في مدينة كيبك في كندا. حزبياً، نشط في حزب كيبيك الليبرالي. وقد انتخب عضو الجمعية الوطنية في كيبك ‏.